# 韋登多夫湖
53°46′08″N 11°06′44″E / 53.76885°N 11.11212°E
韋登多夫湖（德語：Wedendorfer See），是德國的湖泊，位於該國東北部梅克倫堡-前波美拉尼亞州，由西北梅克倫堡縣負責管轄，長0.7公里、寬0.5公里，面積0.24平方公里，海拔高度33米，最大水深1.4米，湖岸線長度1.9公里。